# Szunnita iszlám

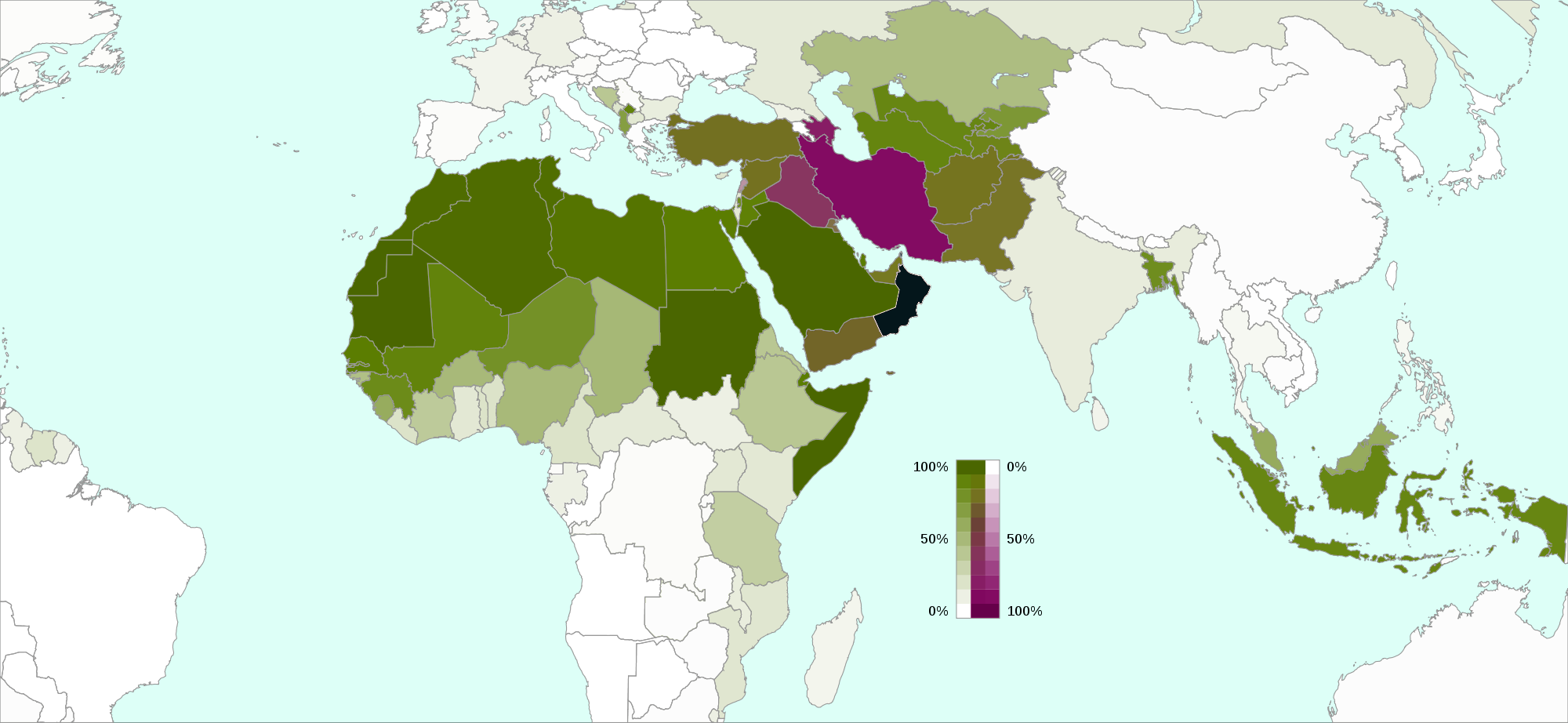
Az iszlám népesség aránya Eurázsia és Afrika országaiban. Zölddel a szunnita, bordóval a síita, feketével a háridzsita felekezeti többség van jelölve

A szunnita iszlám az iszlám legnagyobb ága: a muszlimok mintegy 90%-a a követői közé tartozik. Jelenleg nincs de jure vezetője, hiszen a kalifa tisztsége 1924, az Oszmán-ház végső bukása óta betöltetlen. Így a kalifa hiányában kialakult gyakorlat szerint legmagasabb rangú és legelismertebb vallási vezetője, de facto feje a kairói Azhar Egyetem mindenkori nagyimámja.
A szunniták eredeti megnevezése „a bevett szokás és a közösség követői”. Ez arra utal, hogy követik a Próféta szokásait, cselekedeteit és életmódját, és a közösséghez tartoznak.
A saría négy forrását ismerik el:
1. a Koránt,
2. a próféta hagyományát (hadísz),
3. a vallásjogtudók konszenzusát (idzsmá), valamint
4. az analógiás következtetést (kijász).[2]

## Jogtudományi iskolák (madzhab)

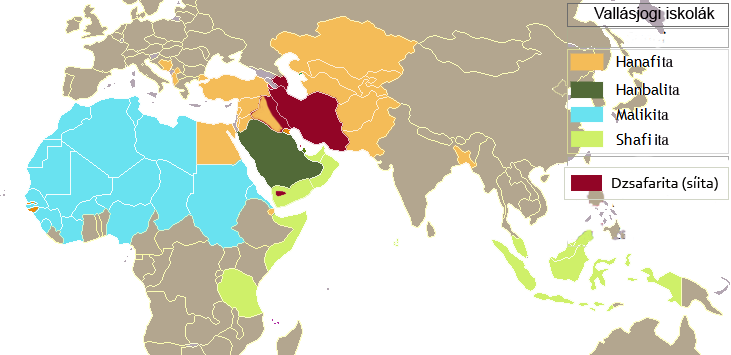
A szunnita vallásjogi iskolák (madzhabok) megoszlása és a síita dzsafarita madzhab

A szunnita iszlám négy bevett jogtudományi iskolája (madzhab) a 8–9. században alakult ki (régebben több is létezett.) Ezek abban térnek el egymástól, hogy az iszlám vallásjog alkalmazásában milyen forrásokat és eszközöket tekintenek megengedhetőnek. Mára négy bevett vallásjogi iskola maradt fenn:
- Az Abu Hanífa (699–767) nevét őrző „hanafita” iskola, amely a hagyományokkal szemben az egyéni értelmezést (idzstihád) és az analógiás ítélkezést (kijász) részesíti előnyben, és nagyjából az Oszmán Birodalom hajdani területein és Közép-Ázsiában egyeduralkodó.
- Egyiptomtól nyugatra a Málik ibn Anasz (711–795) követőit tömörítő „málikita” madzhab dominál, melyben a hagyományok mellett a közmegegyezés (idzsmá) kap hangsúlyt, azaz úgy vélik, ha a Korán és a szunna nem adnak felvilágosítást, a közmegegyezés is jogforrás. Észak-Afrikában a legelterjedtebb.
- A fekete-afrikai, illetve dél- és kelet-ázsiai muszlim területeken domináns „sáfiita” irány – alapítója Abu Abdalláh as-Sáfii (767–820) – középutas megoldást képvisel a málikiták és a hanafiták között, azaz mind az analógia, mind a megegyezés jogforrás. Kelet-Afrikában és Délkelet-Ázsiában a legelterjedtebb.
- Az Ahmad ibn Hanbaltól (780–855) eredő, ma az Arab-félszigeten elterjedt „hanbalita” vallásjogi iskola  a legszigorúbb, amely a leginkább a kinyilatkoztatásra és a hagyományra támaszkodik. Számára csak a Korán és a szunna jogforrás, az Arab-félszigeten a legelterjedtebb.

A különbségek az egyes iskolákhoz tartozó értelmezőknél, vallástudósoknál nem feltétlenül a vallásjogi tételek, hanem az elfogadott értelmezési módszerek különbözőségében mutatkozik meg. A négy ortodox szunnita iskolán belül további aliskolák is kialakultak.
Az egyes irányzatok határai nem húzhatók meg pontosan, sokszor átfedik, áthatják egymást. Mivel az iszlámban a teológia szerepét elsősorban a vallásjogi értelmezések töltik be, az ortodox szunniták között élesen megmutatkozó irányzatokról, illetve az iskolák intézményes szétválásáról nem beszélhetünk. Az eltérések az autentikus jogforrások meghatározásában és elfogadásában mutatkoznak meg. Az iskolák többnyire  elfogadják egymást, a közöttük fennálló ellentétek a századok folyamán elcsitultak, a problémás kérdésekre gyakorlati válaszokat találtak. A hívő jogorvoslattal bármelyik iskolához fordulhat, bár többnyire a lakóhelye szerinti madzhabot részesíti előnyben.

### Teológiai-filozófiai(kalám)iskolák
A vallásjogi iskolák mellett, az iszlámban kialakultak a metafizikai kérdésekhez dialektikus módon közelítő teológiai-filozófiai (kalám) iskolák. Ezek közül a legfontosabbak az asaarita, mátúrídita, murdzsita, mutazilita, dzsabrita és kadarita. Az egyes kalám-irányzatok tételei fontos alapját képezik a vallásjogi iskolák, illetve a misztikus irányzatok (→szúfik) teológiai tételeinek (hitvallás = akída). A jogtudomány mellett a dialektikus jellegű teológia – lévén az umma úgy politikai, mint vallási közösség – jóval kisebb szerepet kapott, és főleg eleinte, alapvetően politikai természetű kérdésekkel foglalkozott, például a kései Omajjád-korszakban az eleve elrendelés (kadariták) és a szabad akarat (dzsabriták) kérdésével, illetve a 9. század elején a Korán teremtett (mutaziliták) vagy öröktől létező voltával kapcsolatos vitákban. Ezeket a vitákat sosem zárták le hivatalosan – erre a muszlim világ politikai széttagolódása és az egyházi jellegű szervezet hiánya miatt nem is lett volna mód –, de a közvélemény által elfogadott válasz diadalát (vagyis idzsmává, közmegegyezéssé válását) követően jellemzően nem kezdődtek újra.